# Крайн (тауншип, Миннесота)
Крайн (англ. Krain) — тауншип в округе Стернс, Миннесота, США. На 2000 год его население составило 901 человек.

## География
По данным Бюро переписи населения США площадь тауншипа составляет 114,2 км², из которых 112,3 км² занимает суша, а 1,9 км² — вода (1,66 %).

## Демография
По данным переписи населения 2000 года здесь находились 901 человек, 274 домохозяйства и 235 семей.  Плотность населения —  8,0 чел./км².  На территории тауншипа расположено 289 построек со средней плотностью 2,6 построек на один квадратный километр. Расовый состав населения: 99,11 % белых, 0,44 % коренных американцев и 0,44 % приходится на две или более других рас.
Из 274 домохозяйств в 44,9 % воспитывались дети до 18 лет, в 76,6 % проживали супружеские пары, в 4,7 % проживали незамужние женщины и в 13,9 % домохозяйств проживали несемейные люди. 13,1 % домохозяйств состояли из одного человека, при том 5,5 % из — одиноких пожилых людей старше 65 лет. Средний размер домохозяйства — 3,29, а семьи — 3,56 человека.
32,0 % населения младше 18 лет, 10,2 % в возрасте от 18 до 24 лет, 25,9 % от 25 до 44, 22,3 % от 45 до 64 и 9,7 % старше 65 лет. Средний возраст — 32 года. На каждые 100 женщин приходилось 122,5 мужчин.  На каждые 100 женщин старше 18 приходилось 122,9 мужчин.
Средний годовой доход домохозяйства составлял 40 550 долларов, а средний годовой доход семьи —  42 228 долларов. Средний доход мужчин —  27 768  долларов, в то время как у женщин — 20 875. Доход на душу населения составил 17 556 долларов. За чертой бедности находились 6,9 % семей и 8,6 % всего населения тауншипа, из которых 10,5 % младше 18 и 7,4 % старше 65 лет.